# بول مورتون
بول مورتون (بالإنجليزية: Paul Morton)‏ (و. 1857 – 1911 م) هو سياسي من الولايات المتحدة الأمريكية ولد في ديترويت، ميشيغان.
وهو عضو في الحزب الجمهوري .